# Tolerancia al malestar
La tolerancia al malestar es un constructo reciente en la psicología el cual se ha conceptuado de diversas maneras. En sentido amplio, no obstante, se refiere a la capacidad subjetiva de una persona para tolerar estados emocionales negativos u otro tipo de estado que produzca aversión (p.ej. el malestar físico), y al acto de tolerar estados de malestar interno provocados por algún factor causante de estrés. Se aclara en algunas definiciones del concepto que la tolerancia al malestar se manifiesta en circunstancias en que existían maneras de alejarse del agente causante de malestar.

## Evaluación
En la literatura científica, los diferentes conceptos de tolerancia al malestar se corresponden con dos métodos para evaluar este constructo.
Ya que mediante los cuestionarios de autoinforme se evalúan principalmente la percepción y reflexión del individuo sobre los constructos relacionados con la propia persona, las autoevaluaciones de la tolerancia al malestar (es decir, cuestionarios de tipo autoinforme) se centran particularmente en la capacidad subjetiva de tolerar situaciones causantes de malestar, en su sentido más amplio. Algunos cuestionarios se enfocan en específico en la tolerancia al malestar emocional (p.ej. distress tolerance scale [escala de tolerancia al malestar emocional]), otros se centran en los estados físicos negativos (p.ej. discomfort intolerance scale [escala de intolerancia a las sensaciones de malestar]), y así otros lo hacen específicamente en la tolerancia a la frustración en cuanto proceso que abarca la tolerancia al malestar (p.ej. frustration-discomfort scale [escala frustración-malestar]).
En cambio, los estudios que incluyen evaluaciones conductuales o bioconductuales de la tolerancia al malestar entregan información acerca de conductas reales y no de percepciones subjetivas. Como ejemplo de evaluaciones inductoras de estrés se podría mencionar aquella en que la persona debe delinear el trazo de una figura vista a través de un espejo (en particular, la versión computarizada de la tarea de dibujo en espejo) o aquella en que hay que resolver en un tiempo determinado una serie de problemas matemáticos y las respuestas equivocadas producen un sonido molesto (en particular, la prueba de la adición auditiva consecutiva ritmada [PASAT, por sus siglas en inglés]). Algunas evaluaciones de la conducta están diseñadas para valorar la tolerancia al malestar físico, como la prueba de aguantar la respiración lo que más pueda cada persona (breath holding task, en inglés).
Ya que esta es un área de investigación reciente, no se ha determinado con claridad el vínculo existente entre las evaluaciones perceptivas y conductuales de la tolerancia al malestar. También queda pendiente en la literatura científica la tarea de identificar por separado los componentes de la tolerancia al malestar emocional/psicológico y físico que se conjugan en las evaluaciones de la conducta.

## Modelos teóricos
Se ha propuesto una variedad de modelos sobre la jerarquía de los elementos que componen la tolerancia al malestar. En algunas investigaciones se plantea que la tolerancia al malestar físico y al psicológico son constructos separados. En concreto, es posible que la sensibilidad a la ansiedad y la tolerancia a estados emocionales negativos se relacionen entre sí en calidad de elementos de un constructo superior que abarque la sensibilidad y la tolerancia emocional; no obstante, se logró determinar que el malestar provocado por agentes estresantes físicos es un constructo separado y que no guarda relación con la sensibilidad a los estados emocionales. Cabe destacar que en esta investigación preliminar se utilizaron evaluaciones de tipo autoinforme y los datos obtenidos son transeccionales en esencia; por ello los autores recomiendan que se realice un estudio longitudinal para corroborar la relación entre elementos y dilucidar las relaciones de causalidad.
Las investigaciones recientes desarrollan más el tema de la distinción entre la tolerancia al malestar emocional y al malestar físico y proponen un constructo de orden superior que representaría una tolerancia al malestar que integra toda experiencia. Este modelo teórico se vale de los constructos de tolerancia que se han estudiado anteriormente y que se consideran distintos de la tolerancia al malestar. Los cinco constructos que se listan a continuación están categorizados como elementos de primer orden del constructo integral de tolerancia al malestar:
- Tolerancia a la incertidumbre o «tendencia a mostrar respuestas emocionales, cognitivas o conductuales ante situaciones inciertas»[10]

- Tolerancia a la ambigüedad o «tolerancia subjetiva a las situaciones o estímulos confusos, desconocidos o indeterminados»[9]

- Tolerancia a la frustración o «capacidad subjetiva para sobrellevar la adversidad (p.ej. proyectos de vida frustrados)»[1]

- Tolerancia a los estados emocionales negativos o «capacidad subjetiva para sobrellevar el malestar proveniente del interior»[3]

- Tolerancia a las sensaciones físicas o «capacidad subjetiva para tolerar sensaciones físicas que causan molestia»[4]

En los modelos que conceptúan la tolerancia al malestar solo como la capacidad de tolerar estados emocionales negativos, se plantea la hipótesis de que la tolerancia al malestar es multidimensional. Esto comprende cada proceso independiente relacionado con anticipar y experimentar emociones negativas, tales como la capacidad tanto subjetiva como objetiva de tolerar emociones negativas, la capacidad de juzgar una situación determinada como aceptable o no, el grado en que cada persona es capaz de controlar sus emociones en situaciones que generen emociones negativas, y la cantidad de tiempo dedicada a reflexionar sobre las emociones negativas.

## Bases biológicas
Hay varios circuitos neuronales que podrían formar parte del mecanismo de la tolerancia al malestar. Sobre la base de la conceptuación de la tolerancia al malestar como función del aprendizaje por recompensas es que se proponen ciertas regiones cerebrales. Según este marco teórico, las personas aprenden a responder ante una recompensa y a buscarla; por ejemplo, reducir la tensión al alejarse de un agente estresor se puede considerar equivalente a una recompensa y, por lo tanto, es una conducta que se puede aprender. Las personas se diferencian entre sí en qué tan rápido y por cuánto tiempo mostraran una propensión a buscar una recompensa o, en el caso de la tolerancia al malestar, alejarse de un estímulo causante de malestar. Por lo tanto, se ha planteado la hipótesis de que las regiones cerebrales que se activan durante el procesamiento y aprendizaje de recompensas también funcionan como bases neurobiológicas de la tolerancia al malestar. Por ejemplo, la intensidad con que se activan las neuronas dopaminérgicas que se proyectan hacia el núcleo accumbens, el cuerpo estriado y la corteza prefrontal, se asocia al grado en que un individuo es capaz de predecir una recompensa inmediata durante una tarea de aprendizaje. A medida que la tasa de activación de estas neuronas aumenta, el individuo predice recibir una recompensa inmediata de gran valor. En la situación en que la predicción es acertada, la tasa basal de activación neuronal permanece inalterada. Cuando la recompensa recibida es mayor que la predicha, aumenta la tasa de activación neuronal al recibir la recompensa, lo que resulta en un aprendizaje. Cuando el valor de la recompensa recibida es menor al de la esperada o cuando no se recibe recompensa alguna, la tasa de activación de estas neuronas disminuye por debajo de su nivel basal, lo que produce un cambio de aprendizaje que disminuye las expectativas respecto del valor de la recompensa. Se estima que la tasa de activación de estas vías dopaminérgicas guarda relación con la tolerancia al malestar al considerar el alejarse de un estímulo molesto como equivalente al valor de una recompensa inmediata. Corroborar las bases neurobiológicas de la tolerancia al malestar podría tener varios efectos en el campo clínico, ya que ello indicaría que la tolerancia al malestar es susceptible de modificación en cada individuo; las intervenciones clínicas dirigidas a modificar las tasas de activación neuronal podrían cambiar el valor asignado a las conductas de alejamiento del agente causante de malestar y el alivio que de esto resulta, y de este modo aumentar la tolerancia al malestar.
También otras regiones cerebrales podrían estar involucradas en la regulación de este proceso de aprendizaje por recompensas. Se determinó que la excitación de las neuronas espinosas medianas con función inhibidora presentes en el núcleo accumbens y el cuerpo estriado tiene un efecto moderador entre el valor asignado a una recompensa inmediata y la probabilidad de buscar dicha recompensa o el alivio que esta implica. En experimentos con ratones se logró demostrar que al aumentar la excitabilidad de estas neuronas mediante la sobreexpresión de la proteína CREB se prolonga el tiempo en que un ratón mantiene quieta su cola cuando se le aplica sobre esta una pasta térmica nociva, así también se extiende el tiempo que el ratón es capaz de permanecer en las secciones sin cubierta de un laberinto complicado; se ha conceptuado que estas conductas son análogas a la tolerancia al malestar respecto a la reacción ante el dolor y la ansiedad.

## Vínculos con la psicopatología
En psicología clínica, la tolerancia al malestar es un área de investigación que despierta interés, pues se ha planteado que contribuye a que se desarrollen y perduren varios tipos de trastornos mentales, entre los que se incluyen trastornos del ánimo y de ansiedad como el trastorno depresivo mayor y el trastorno de ansiedad generalizada, el consumo de drogas y la adicción, y los trastornos de personalidad. Por lo general, mediante las investigaciones sobre tolerancia al malestar se han establecido asociaciones entre estos trastornos y una conceptuación específica de la tolerancia al malestar. Por ejemplo, se plantea que el trastorno limítrofe de la personalidad persiste a causa de una renuencia sostenida a tolerar estados de malestar emocional o exponerse a estos mismos. De igual manera, la propensión a desarrollar trastornos de ansiedad se caracteriza por una baja tolerancia al malestar emocional. La baja tolerancia al malestar tanto físico como emocional se considera un factor de riesgo que favorece la perduración y escalada de la adicción. La tolerancia al malestar adquiere particular importancia en las teorías neurobiológicas que plantean que las etapas avanzadas de la adicción se ven favorecidas por un consumo de drogas que tiene como propósito evitar los síntomas físicos y psicológicos de la abstinencia.
A causa del interés suscitado por el vínculo entre la tolerancia al malestar y la psicopatología clínica, han surgido numerosas intervenciones psicosociales dirigidas a aumentar la tolerancia al malestar en las poblaciones que usualmente presentan resistencia al tratamiento. Muchas de estas intervenciones (p.ej. la terapia de regulación emocional basada en aceptación) tienen como objetivo elevar la tolerancia al malestar aumentando la disposición a enfrentar las emociones y otorgando metahabilidades para aceptar el conflicto emocional. También en otras intervenciones conductuales se incluyen elementos que sirven para desarrollar la tolerancia al malestar con distintos objetivos terapéuticos, entre estas se incluyen la terapia de aceptación y compromiso, la terapia dialéctica conductual, la psicoterapia analítico-funcional, la terapia integral conductual de pareja y la terapia cognitiva basada en la atención plena. Diversos estudios indican que tales intervenciones sobre la tolerancia al malestar podrían ser eficaces como tratamiento del trastorno de ansiedad generalizada, la depresión y el trastorno limítrofe de la personalidad.

## Enfoques terapéuticos para mejorar la tolerancia al malestar
La terapia dialéctica conductual y la terapia de aceptación y compromiso son dos enfoques terapéuticos que ponen especial énfasis en la tolerancia al malestar.